# Ситизън Фиш
„Ситизън Фиш“ (на английски: Citizen Fish) е британска ска и пънк рок група, създадена в началото на 1990-те години в град Бат, Англия.
Първоначалните членове са: Дик Лукас (вокал), Джаспър (бас), Троцки (ударни), Лари (китара) и по-късно Фил (на мястото на Лари).
Фил, Джеспър, Дик и Троцки са също така членове на Subhumans. Дик и Джеспър са свирили също в групата Culture Shock. През юли 2006 г. Сайлс замества Троцки на барабаните и следващия месец те нарушават 5-годишното си мълчание, като издават сплит с нюйоркската група Leftöver Crack.
Текстовете на Citizen Fish са до голяма степен философски. Известни са с политическата си и социална насоченост, също и с теми като антиконсуматорство, вегетарианство, критика на съществуващата морална система и насърчаване на търпението, разбирането и уважението между хората.

### Дискография
- Free Souls in a Trapped Environment (Bluurg Records, 1990)
- Wider Than a Postcard (Bluurg Records, 1991)
- Flinch (Bluurg Records, 1993)
- Millennia Madness (Bluurg Records, 1995)
- Thirst (Lookout! Records, 1996)
- Active Ingredients (Lookout! Records, 1998)
- Life Size (Lookout! Records, 2001)
- The Baby Punchers: Split 7-inch EP with Leftover Crack (Fat Wreck Chords, 2006)
- Split LP with Leftover Crack (Fat Wreck Chords, 2007)

Компилации
- You Call This Music?! Volume 1 (Geykido Comet Records, 2000)